# Limnichus latiusculus
Limnichus latiusculus är en skalbaggsart som beskrevs av Edmund Reitter 1901. Limnichus latiusculus ingår i släktet Limnichus och familjen lerstrandbaggar. Inga underarter finns listade i Catalogue of Life.